# Fonts baptismaux tournaisiens
Les Fonts baptismaux tournaisiens sont un type particulier de vasque baptismale de style roman scaldien taillée dans la pierre bleue-grise de la région de Tournai (Belgique). Réalisée au XIIe et au début du XIIIe siècle dans et autour de la ville belge de Tournai par des artistes sculpteurs locaux elles eurent un succès international : on en trouve en Angleterre, Allemagne, Belgique et nord de la France.  

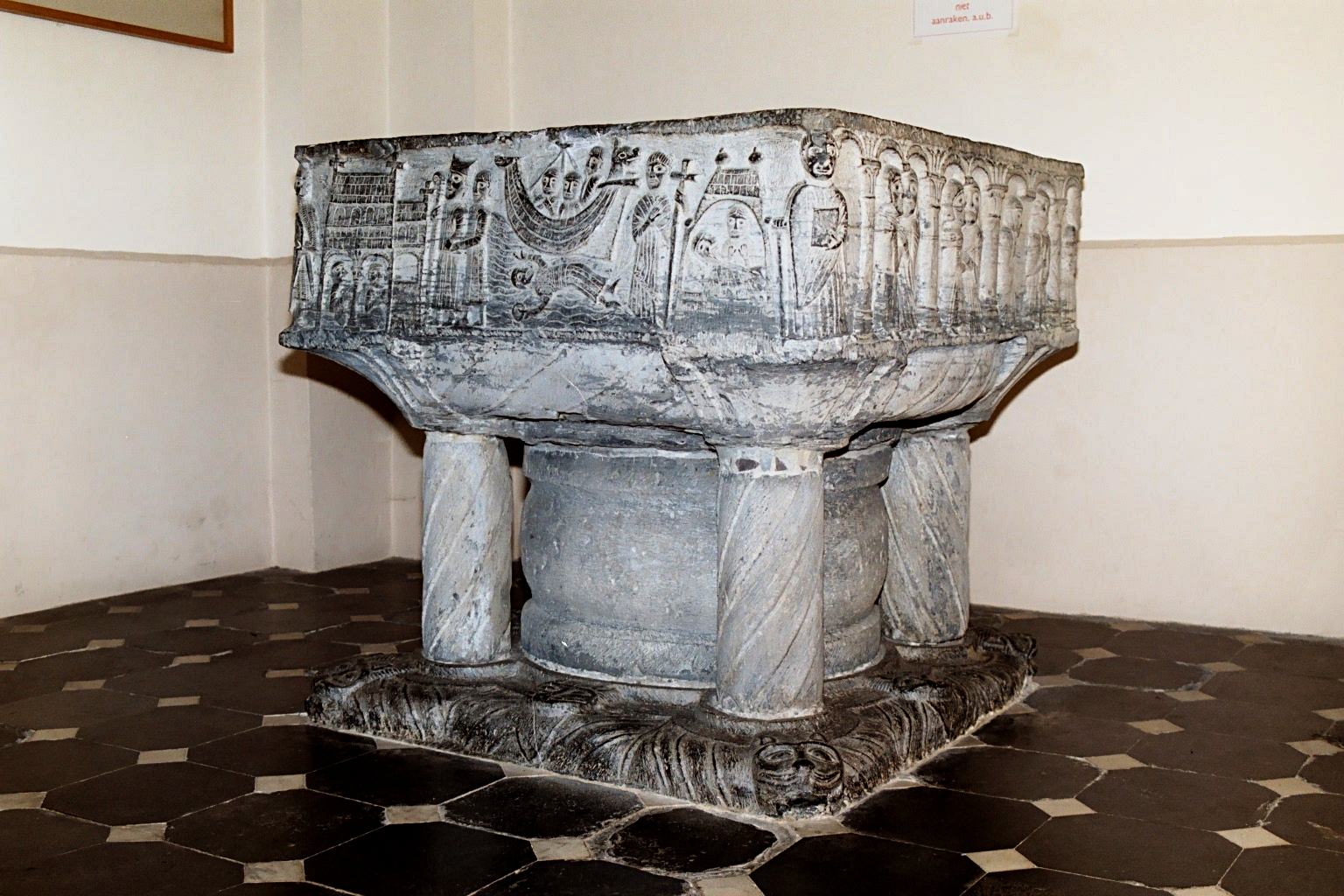
Exemple typique de fonts baptismaux tournaisiens, à Zedelghem (Belgique)

## Histoire
Une tradition sculpturale, centrée autour de Tournai, alors ville importante de la vallée scaldienne et déjà évêché (dans le comté de Flandre) est née dans la vallée de l'Escaut à partir du XIe siècle. Celui-ci se caractérise par l'utilisation d’une pierre bleue-grise locale, parfois appelée ‘marbre de Tournai’ qui lorsque polie peut donner une coloration noire.   
Malgré leur poids, allant jusque deux tonnes, ce qui ne facilitait pas le transport, les fonts baptismaux de Tournai se sont répandus jusqu’en Angleterre ou plusieurs exemplaires furent identifiés (surtout dans la région de Winchester), et en Allemagne.   

## Description
Une large vasque est creusée dans un bloc massif de pierre bleue de forme hexaèdre cuboïde. Montés sur un pilier central, les fonts baptismaux sont soutenus par quatre colonnes d’angle. Au centre de la vasque un drain permet à l’eau de s’écouler à travers le pilier central.  Les faces extérieures du bloc et les colonnes sont raffinement décorés de dessins figuratifs ou motifs associés au rite baptismal comme le permet la dureté de cette pierre bleue: l’eau, l’arbre de vie, le Saint-Esprit et des scènes bibliques de purification rituelle.   
Sur les colonnes: des monstres, dragons et autres créatures hybrides sont également courants. Ils illustrent les forces maléfiques qui sont mises en déroute par le baptême. 
En tant que style sculptural, les fonts baptismaux tournaisiens se distinguent de l'art mosan contemporain. Les artistes-tailleurs de pierre proviennent de la région de Tournai, et ce style scaldien se retrouve également chez des artistes de Gand et Bruges (toutes trois villes appartenant au même comté de Flandre).

## Distribution actuelle
Près d'une centaine de fonts baptismaux tournaisiens ont été identifiés dont sept exemplaires complets en Angleterre Les autres se trouvent en Belgique, France septentrionale et même deux en Allemagne. Des exemplaires complets (ou quasi-complets) se trouvent:

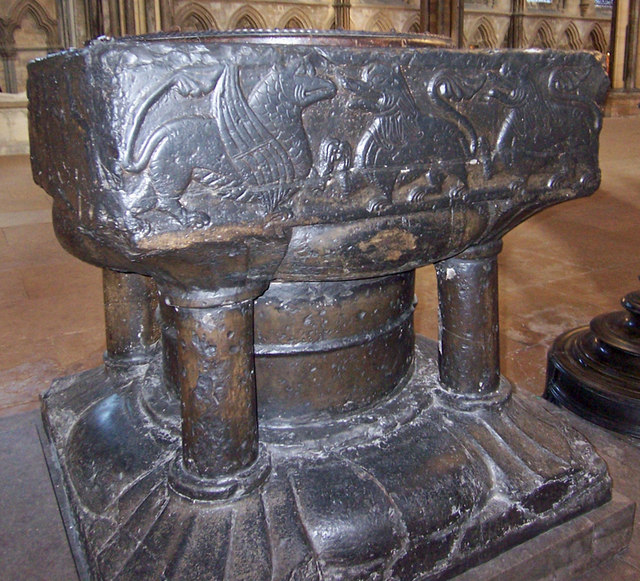
Les fonts baptismaux de la cathédrale de Lincoln, en Angleterre

### en Angleterre
- dans l’église de Tous les Saints (All Saints Church), à East Meon (Hampshire)
- dans l’église Saint-Pierre (St Peter's Church’), à Ipswich

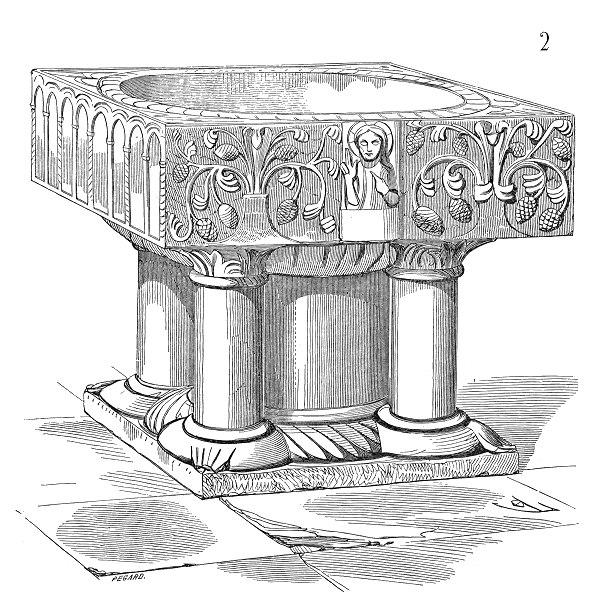
Les fonts baptismaux de Montdidier (dessin illustratif de 1856)

- dans la cathédrale de Winchester (Hampshire)
- dans la cathédrale de Lincoln
- dans l’église Saint-Michel (St Michael's Church), à Southampton
- dans l’église Saint-Pierre (St Peter’s Church), à St Mary Bourne

### en Belgique
- dans l’église Saint-Ursmer, à Deftinge
- dans l’église Saint-Martin, à Deux-Acren
- dans la collégiale N.D. de l‘Assomption, à Ciney
- (les fonts baptismaux) dans l'église Saint-Michel, à Gerpinnes
- dans l’église Saint-Laurent, à Hove
- dans l’église Saint-Jacques, à Lichtervelde
- dans la collégiale Saint-Vincent, à Soignies
- dans l’église Notre-Dame, à Termonde
- dans l’église Saint-Laurent, à Wolvertem (exemplaire rond, et non pas carré)
- (les fonts baptismaux) dans l’église Saint-Laurent, à Zedelgem
- dans l’église Sainte-Catherine, à Zillebeke

### en France
- dans l'église Saint-Omer, à Blessy
- dans la cathédrale Saint-Etienne, à Châlons-en-Champagne
- dans la cathédrale Notre-Dame, à Laon
- dans l’église Notre-Dame de La Neuville, à Corbie
- dans l’église Saint-Nicolas, à Guarbecque
- dans l’église Saint-Pierre, à Montdidier
- dans l’église Saint-Denis, à Noordpeene
- dans l’église Saint-Just, à Saint-Just-en-Chaussée
- dans l’église Sainte-Marguerite, à Vermand